# Johann Friedrich Löber

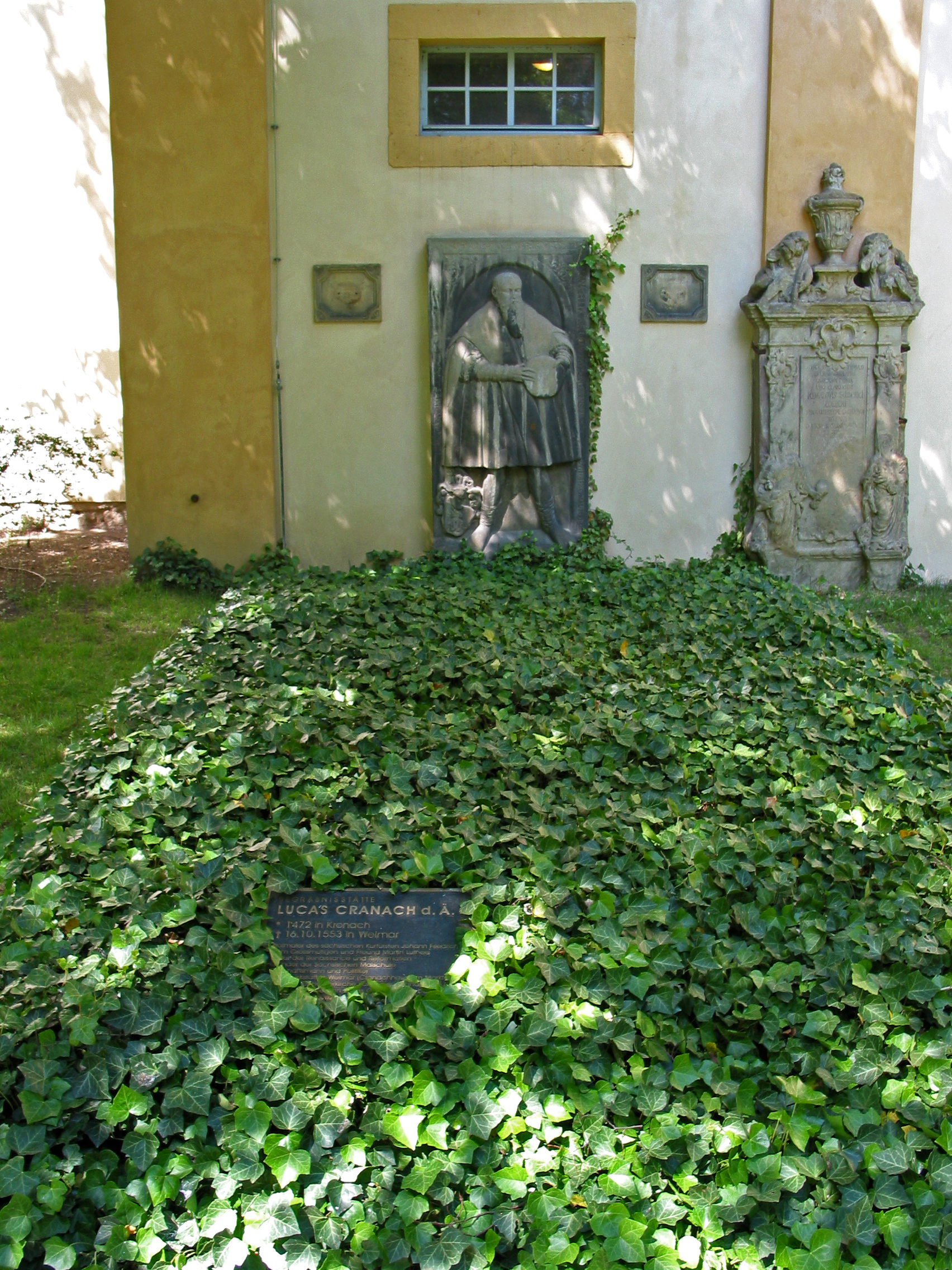
Grab von Lucas Cranach und rechts daneben von Johann Friedrich Löber

Johann Friedrich Löber (geb. 14. August 1708 in Neustadt an der Orla; gest. 3. März 1772 in Weimar) war ein deutscher Hofmaler in Weimar.
Löber war Hofmaler mehrerer ernestinischer Häuser. Löber war praktisch der Verwalter der herzoglichen Bildergalerie. Er wurde dem Grab nach wie sein Vater Christfried Löber (gest. 1743) förmlich als „Berühmtheit“ gepriesen. Von seinem Werk ist ein Großteil nicht erhalten, weil sich dieses mit dem Schlossbrand vom 6. Mai 1774 buchstäblich in Rauch aufgelöst hatte. Einiges befindet sich aber doch im Besitz der Klassikstiftung Weimar. Beispielsweise befindet sich im Schlafzimmer an der Mitte der dem Bett gegenüberliegenden Wand im Wittumspalais in Weimar ein Bild von Herzog Ernst August II. Konstantin von Sachsen-Weimar und Eisenach, das Löber 1757 gemalt hatte. Außerdem malte Löber für das Wittumspalais ebenfalls im Jahr 1757 zwei weitere Bilder von Herzog Ernst August II. Konstantin von Sachsen-Weimar und Eisenach und Herzogin Anna Amalia zu Pferde. Ein weiteres Bild, das Ernst August Konstantin mit Anna Amalia zeigt, befindet sich im Jagdhaus Gabelbach. Dieses wurde von Löber 1771 geschaffen. Löber malte auch ein Bild mit der jungen Anna Amalia mit dem kleinen Carl August.
1732 wurde er durch Herzog Ernst August zum Kabinettmaler ernannt. Er sollte nach dessen Wunsch jährlich zwei Tierbilder liefern.
Zu den erhaltenen Gemälden zählt außer den bereits erwähnten eines von Herzog Ernst August II. Konstantin von Sachsen-Weimar und Eisenach mit zwei weiteren Reitern, welches sich im Nationalmuseum Warschau befindet. Einer der beiden anderen Reiter stellt Heinrich von Bünau dar.

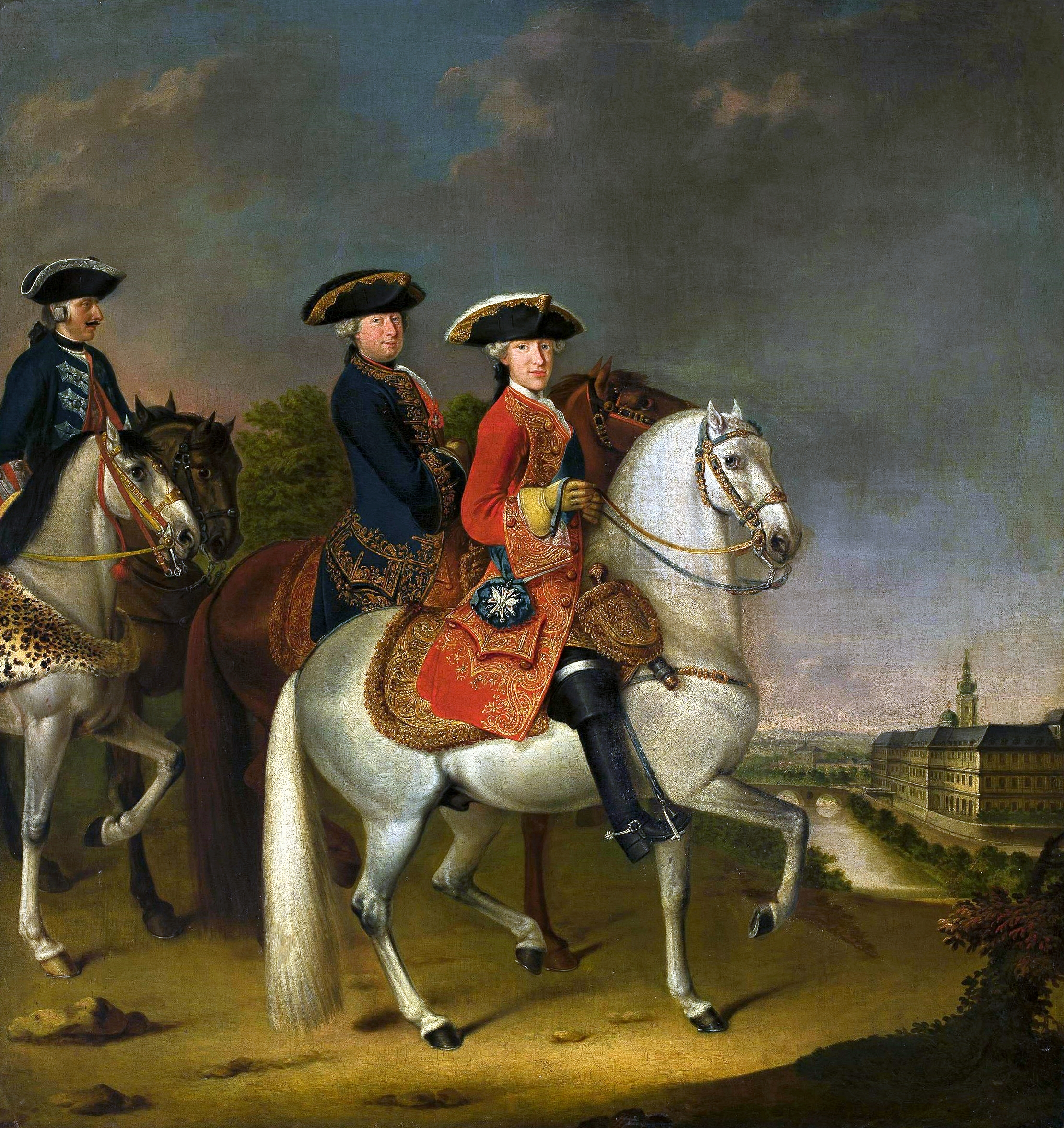
Herzog Ernst August II. Constantin von Sachsen-Weimar und Eisenach zu Pferde mit zwei weiteren Reitern von Johann Friedrich Löber

 Auch unter Ernst August Konstantin hatte er die herzogliche Gemäldegalerie unter seiner Verwaltung. Löber erteilte dem jungen Herzog  auch Zeichenunterricht. Löber fungierte auch als dessen Erzieher. Effi Biedrzynski vermerkte: „Auch Blumenmalerei gehörte zu seinem Fach, doch Porträts (die er auch ungern in Angriff nahm) gerieten ihm zwar puppenhaft und zierlich, aber auch puppenhaft starr und nichtssagend.“
Sein Grab befindet sich auf dem Jacobsfriedhof Weimar in der Cranachgruft an der südlichen Kirchenwand neben dem Stein für Lucas Cranach (Kopie). Er wurde in der sogenannten Malergruft bestattet.